# Lista de reis da Grécia
Esta é uma lista de reis da Grécia. Apenas Oto foi chamado de "Rei da Grécia". A partir de seu sucessor, Jorge I, todos os outros monarcas foram chamados de "Rei dos Helenos". A Casa de Wittelsbach governou o Reino da Grécia de 1832 a 1862, quando passou para a Casa de Eslésvico-Holsácia-Sonderburgo-Glucksburgo.
Uma república foi estabelecida em 1973 e a monarquia foi abolida depois de um referendo, realizado então pelo regime militar. A abolição da monarquia foi reconfirmada com um novo referendo no ano seguinte. A monarquia já havia sido abolida antes entre 1924 e 1935.

## Monarcas da Grécia

### Casa de Wittelsbach
| Nome                                                     | Retrato | Nascimento                                                                    | Casamento                                              | Morte                       |
| -------------------------------------------------------- | ------- | ----------------------------------------------------------------------------- | ------------------------------------------------------ | --------------------------- |
| Oto 27 de maio de 1832 – 23 de outubro de 1862 (deposto) |         | 1 de junho de 1815 filho de Luís I da Baviera e Teresa de Saxe-Hildburghausen | Amália de Oldemburgo 22 de dezembro de 1836 sem filhos | 26 de julho de 1867 52 anos |

### Casa de Eslésvico-Holsácia-Sonderburgo-Glucksburgo
| Nome                                                                                     | Retrato | Nascimento                                                                        | Casamento                                                    | Morte                         |
| ---------------------------------------------------------------------------------------- | ------- | --------------------------------------------------------------------------------- | ------------------------------------------------------------ | ----------------------------- |
| Jorge I 30 de março de 1863 – 18 de março de 1913                                        |         | 24 de dezembro de 1845 filho de Cristiano IX da Dinamarca e Luísa de Hesse-Cassel | Olga Constantinovna da Rússia 27 de outubro de 1867 8 filhos | 18 de março de 1913 67 anos   |
| Constantino I 18 de março de 1913 – 11 de junho de 1917 (deposto, primeiro reinado)      |         | 2 de agosto de 1868 filho de Jorge I e Olga Constantinovna da Rússia              | Sofia da Prússia 27 de outubro de 1889 6 filhos              | 11 de janeiro de 1923 54 anos |
| Alexandre 11 de junho de 1917 – 25 de outubro de 1920                                    |         | 1 de agosto de 1893 filho de Constantino I e Sofia da Prússia                     | Aspasia Manos 17 de novembro de 1919 1 filha                 | 29 de outubro de 1920 27 anos |
| Constantino I 19 de dezembro de 1920 – 27 de setembro de 1922 (abdicou, segundo reinado) |         | 2 de agosto de 1868 filho de Jorge I e Olga Constantinovna da Rússia              | Sofia da Prússia 27 de outubro de 1889 6 filhos              | 11 de janeiro de 1923 54 anos |
| Jorge II 27 de setembro de 1922 – 25 de março de 1924 (deposto, primeiro reinado)        |         | 20 de julho de 1890 filho de Constantino I e Sofia da Prússia                     | Isabel da Romênia 27 de fevereiro de 1921 sem filhos         | 1 de abril de 1947 56 anos    |
| Segunda República Helênica 25 de março de 1924 – 3 de novembro de 1935                   |         |                                                                                   |                                                              |                               |
| Jorge II 3 de novembro de 1935 – 1 de abril de 1947 (segundo reinado)                    |         | 20 de julho de 1890 filho de Constantino I e Sofia da Prússia                     | Isabel da Romênia 27 de fevereiro de 1921 sem filhos         | 1 de abril de 1947 56 anos    |
| Paulo 1 de abril de 1947 – 6 de março de 1964                                            |         | 14 de dezembro de 1901 filho de Constantino I e Sofia da Prússia                  | Frederica de Hanôver 9 de janeiro de 1938 3 filhos           | 6 de março de 1964 62 anos    |
| Constantino II 6 de março de 1964 – 1 de junho de 1973 (deposto)                         |         | 2 de junho de 1940 filho de Paulo e Frederica de Hanôver                          | Ana Maria da Dinamarca 18 de setembro de 1964 5 filhos       | 10 de Janeiro de 2023 82 Anos |
| Terceira República Helênica 1 de junho de 1973 – atualmente                              |         |                                                                                   |                                                              |                               |